# 大野城駅
大野城駅（おおのじょうえき）は、福岡県大野城市白木原一丁目にある、九州旅客鉄道（JR九州）鹿児島本線の駅である。駅番号はJB05。
駅自体は大野城市にあるが、駅の西側は春日市である。
国鉄時代には、博多 - 鳥栖間で当駅だけ通過する普通列車が存在したが、その後利用客が急増し、現在は快速列車も停車する。

## 歴史

### 年表

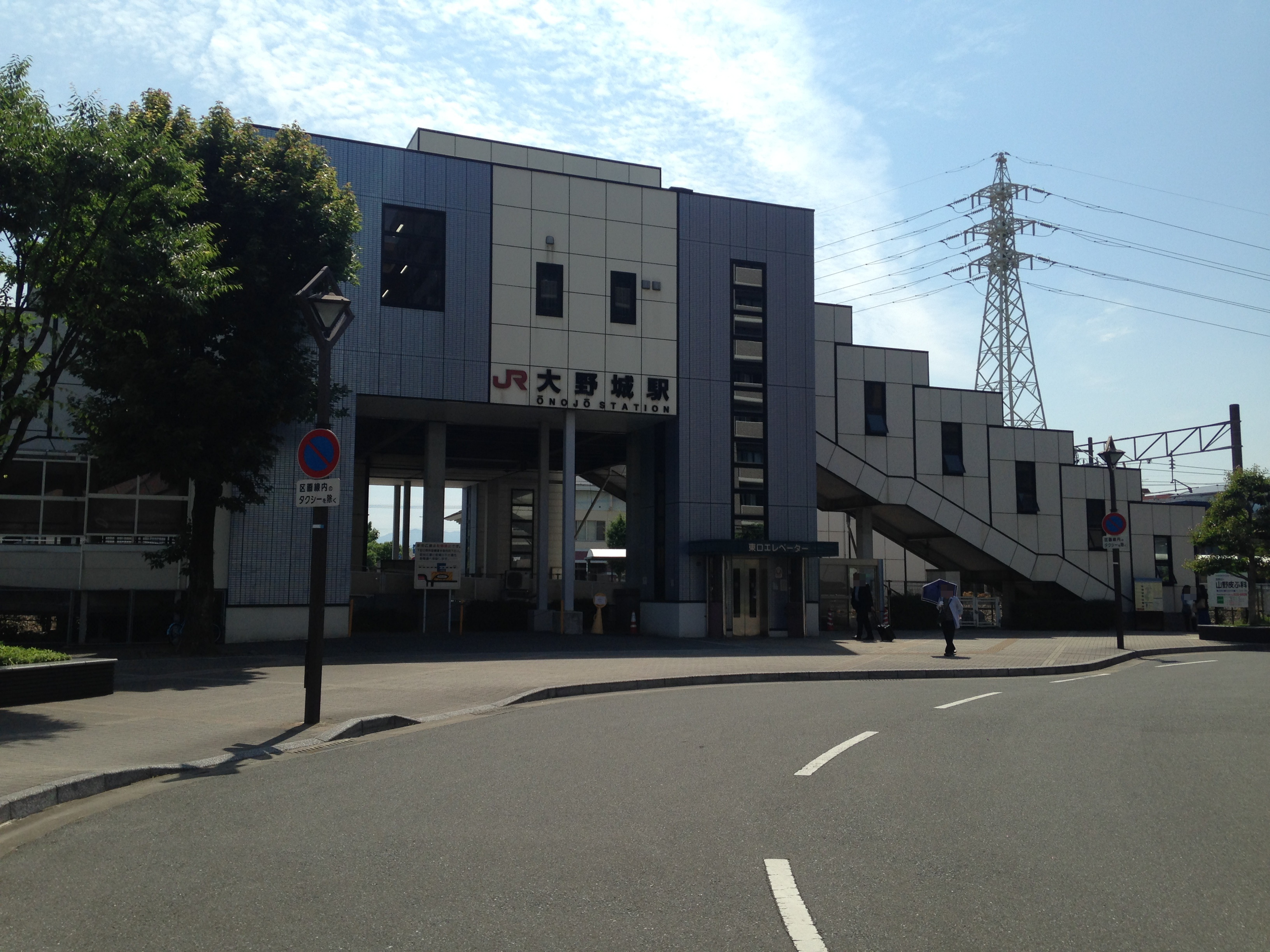
東口（2016年6月）

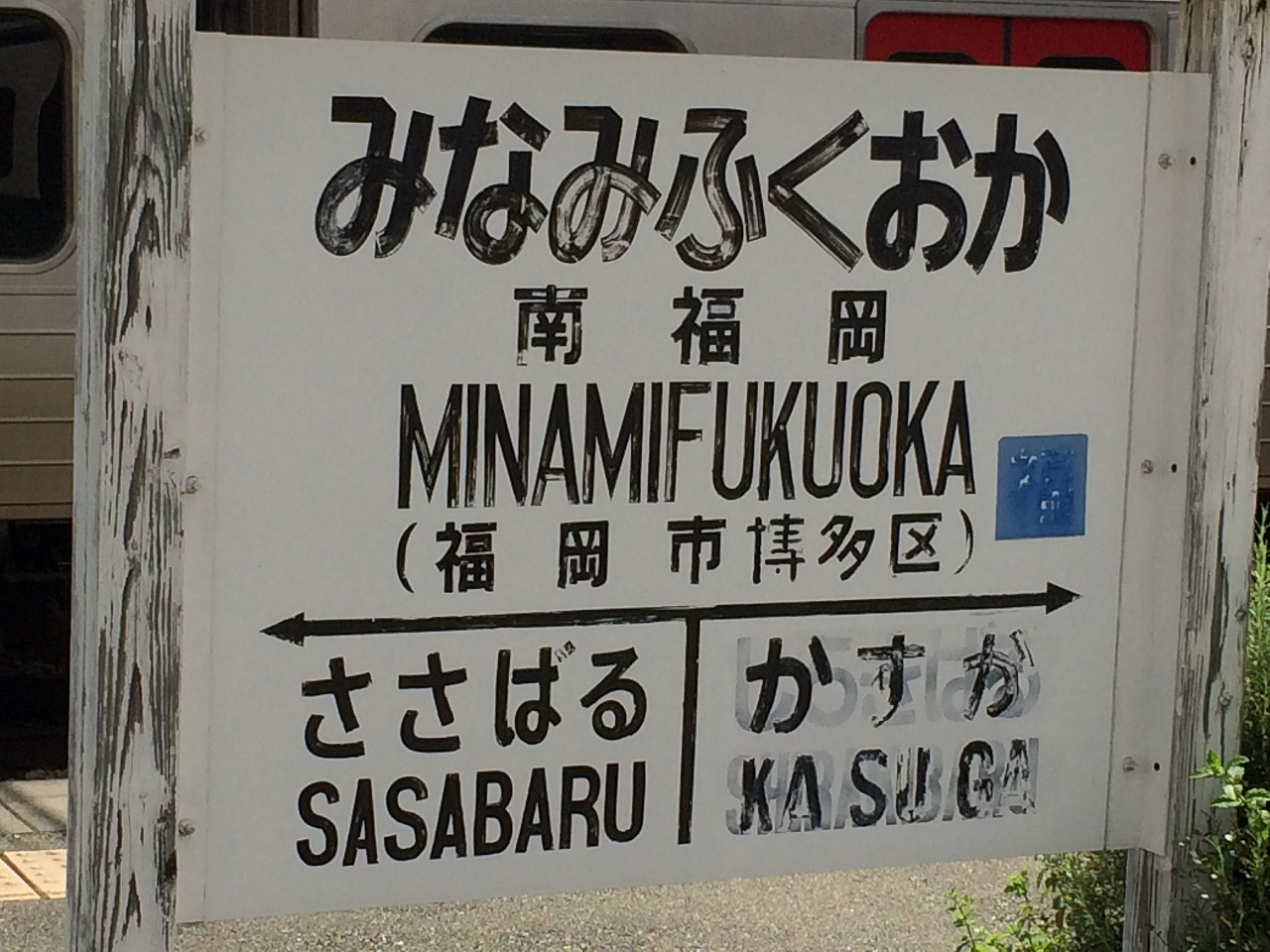
南福岡駅駅名標。かすが（春日駅）の表記の下にうっすらと「しらきばる」の表記が残っている。

- 1946年（昭和21年）6月10日：春日信号場として運輸省が開設[3]。連合国軍関係貨物の取り扱いを開始[3]。
- 1961年（昭和36年）10月1日：白木原駅（しらきばるえき）に昇格[3]。駐留軍専用線発着車扱貨物の取り扱いを開始[3]。
- 1974年（昭和49年）3月5日：駐留軍専用線発着車扱貨物取扱廃止[3]。業務委託駅となる[4][5]。
- 1987年（昭和62年）4月1日：国鉄分割民営化により九州旅客鉄道が継承[3]。
- 1989年（平成元年）3月11日：地元の駅名改名運動により大野城駅（おおのじょうえき）に改称[1]。
- 1990年（平成2年） 8月20日：現在の橋上駅となる[6]。旧駅舎はその後も残るが、後に解体。
- 2000年（平成12年）2月11日：自動改札機を設置し、供用開始[7]。
- 2003年（平成15年）3月15日：ダイヤ改正により、快速列車停車駅に昇格[8]。
- 2006年（平成18年）6月1日：駅自由通路（改札外）エレベータ使用開始。
- 2007年（平成19年）3月1日：多目的トイレ・改札内エレベータ使用開始、同時にバリアフリー化。
- 2009年（平成21年）3月1日：ICカード「SUGOCA」の利用を開始[9]。
- 2023年（令和5年）10月1日：駅営業形態をJR九州サービスサポートによる業務委託駅から[10]、九州旅客鉄道本体による直営駅へ変更[11]。

### 駅名の由来
1961年（昭和36年）10月1日に春日信号場から駅に昇格し白木原駅となる。一方西日本鉄道大牟田線（現：天神大牟田線）には既に白木原駅が存在していたが、西鉄側の駅は改称しなかったため、2つの「白木原駅」が存在し、利用者を混同させていた（両駅は約750m程離れている）。やがて国鉄側の白木原駅は、1987年（昭和62年）4月1日の国鉄分割民営化の後の1989年（平成元年）3月11日に大野城駅に改称し現在に至る。
「春日」は近隣の春日神社に因んだ地名、「白木原」は朝鮮半島にあった新羅（しらぎ）の国に由来し、かつてこの地に朝鮮半島から渡来した新羅人の集落があったことから付いた地名、「大野城」は古代山城の大野城が由来の地名である。

## 駅構造
相対式ホーム2面2線を有する地上駅で橋上駅舎を備える。
2023年9月30日までJR九州サービスサポート（JR九州鉄道営業）が駅業務を行う業務委託駅であった。みどりの窓口及び自動改札機が設置されている。

### のりば
| のりば | 路線       | 方向 | 行先               |
| ------ | ---------- | ---- | ------------------ |
| 1      | 鹿児島本線 | 下り | 久留米・大牟田方面 |
| 2      | 鹿児島本線 | 上り | 博多・小倉方面     |

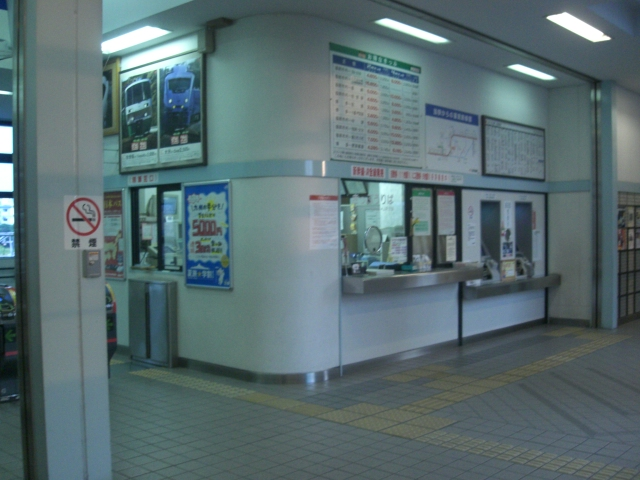
窓口（2009年8月）
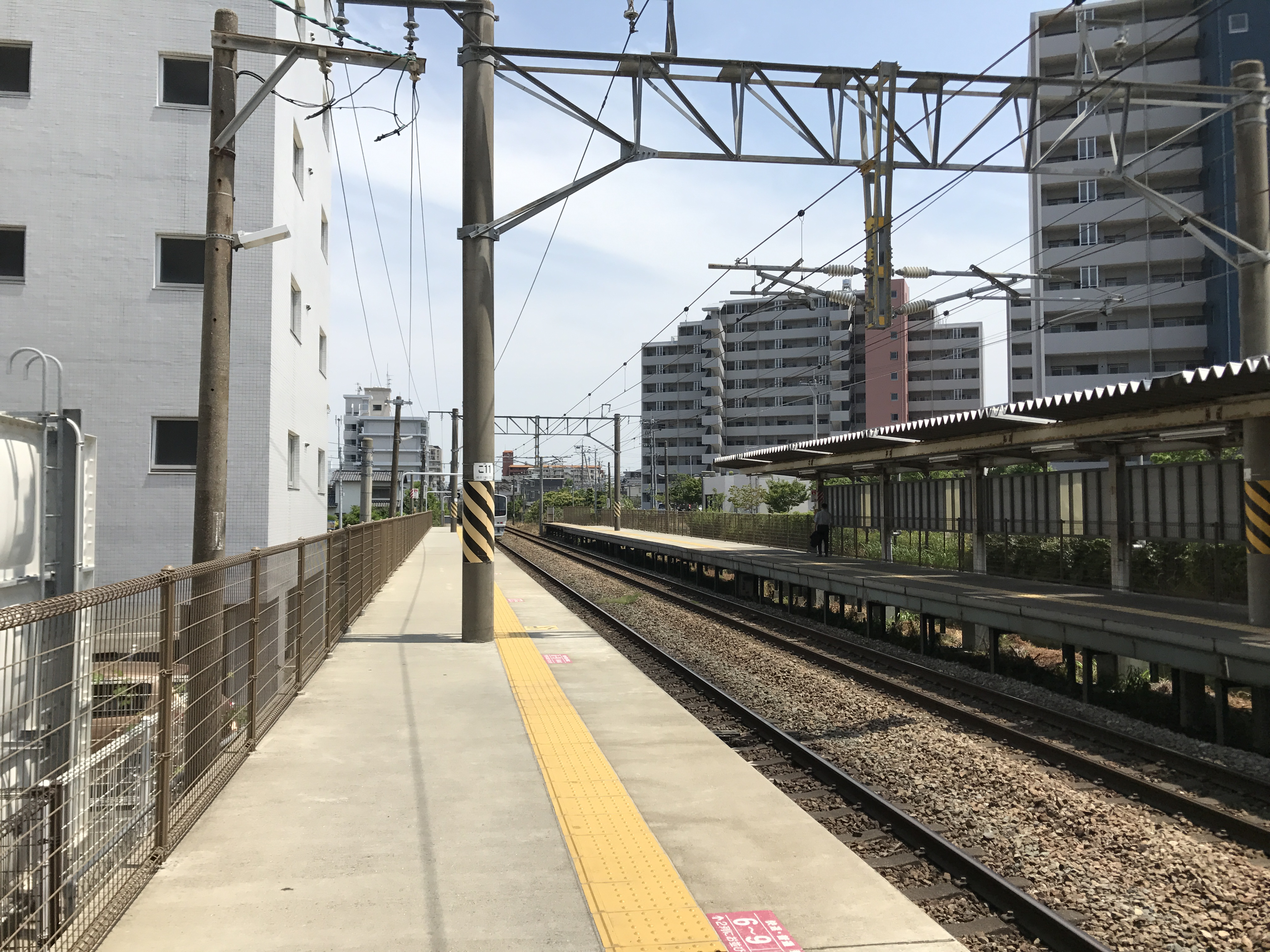
ホーム（2017年6月）

## 利用状況
2023年（令和2年）度の1日平均乗車人員は7,823人であり、JR九州の駅としては第19位である。増加傾向が続いており、2004年度には乗降人員が1万人を越えた。
近年の1日平均乗降・乗車人員の推移は下表のとおりである。出典は以下の通り。
- 交通・営業データ 駅別乗車人員 - 九州旅客鉄道
2014年度 - 2015年度、2018年度以降の乗車人員
- 各駅乗降人員数の推移 - 春日市
1995年度 - 2015年度の乗降人員、2016年度 - 2017年度の乗車人員
- JR九州各駅乗車延人員 - 大野城市
1980年 - 2006年（暦年）の年間乗車人員を日割計算
- 九州旅客鉄道駅別乗車人員 - 福岡県
2008年度 - 2013年度の乗車人員

| 年度               | 1日平均 乗降人員 | 1日平均 乗車人員 |
| ------------------ | ---------------- | ---------------- |
| 1980年（昭和55年） |                  | 1,165（暦年）    |
| 1985年（昭和60年） |                  | 1,653（暦年）    |
| 1990年（平成02年） |                  | 2,301（暦年）    |
| 1991年（平成03年） |                  | 2,658（暦年）    |
| 1992年（平成04年） |                  | 2,943（暦年）    |
| 1993年（平成05年） |                  | 3,269（暦年）    |
| 1994年（平成06年） |                  | 3,584（暦年）    |
| 1995年（平成07年） | 7,511            | 3,783（暦年）    |
| 1996年（平成08年） | 7,732            | 3,847（暦年）    |
| 1997年（平成09年） | 7,755            | 3,891（暦年）    |
| 1998年（平成10年） | 7,884            | 3,949（暦年）    |
| 1999年（平成11年） | 8,072            | 4,052（暦年）    |
| 2000年（平成12年） | 8,088            | 4,049（暦年）    |
| 2001年（平成13年） | 8,149            | 4,073（暦年）    |
| 2002年（平成14年） | 8,221            | 4,127（暦年）    |
| 2003年（平成15年） | 9,449            | 4,824（暦年）    |
| 2004年（平成16年） | 10,526           | 5,291（暦年）    |
| 2005年（平成17年） | 11,169           | 5,599（暦年）    |
| 2006年（平成18年） | 11,760           | 5,912（暦年）    |
| 2007年（平成19年） | 12,212           |                  |
| 2008年（平成20年） | 12,573           | 6,311            |
| 2009年（平成21年） | 12,631           | 6,328            |
| 2010年（平成22年） | 12,950           | 6,508            |
| 2011年（平成23年） | 13,763           | 6,907            |
| 2012年（平成24年） | 14,447           | 7,235            |
| 2013年（平成25年） | 15,112           | 7,577            |
| 2014年（平成26年） | 15,328           | 7,678            |
| 2015年（平成27年） | 15,805           | 7,919            |
| 2016年（平成28年） |                  | 8,139            |
| 2017年（平成29年） |                  | 8,277            |
| 2018年（平成30年） |                  | 8,353            |
| 2019年（令和元年） |                  | 8,370            |
| 2020年（令和02年） |                  | 6,554            |
| 2021年（令和03年） |                  | 6,935            |
| 2022年（令和04年） |                  | 7,605            |
| 2023年（令和05年） |                  | 7,823            |

## 駅周辺

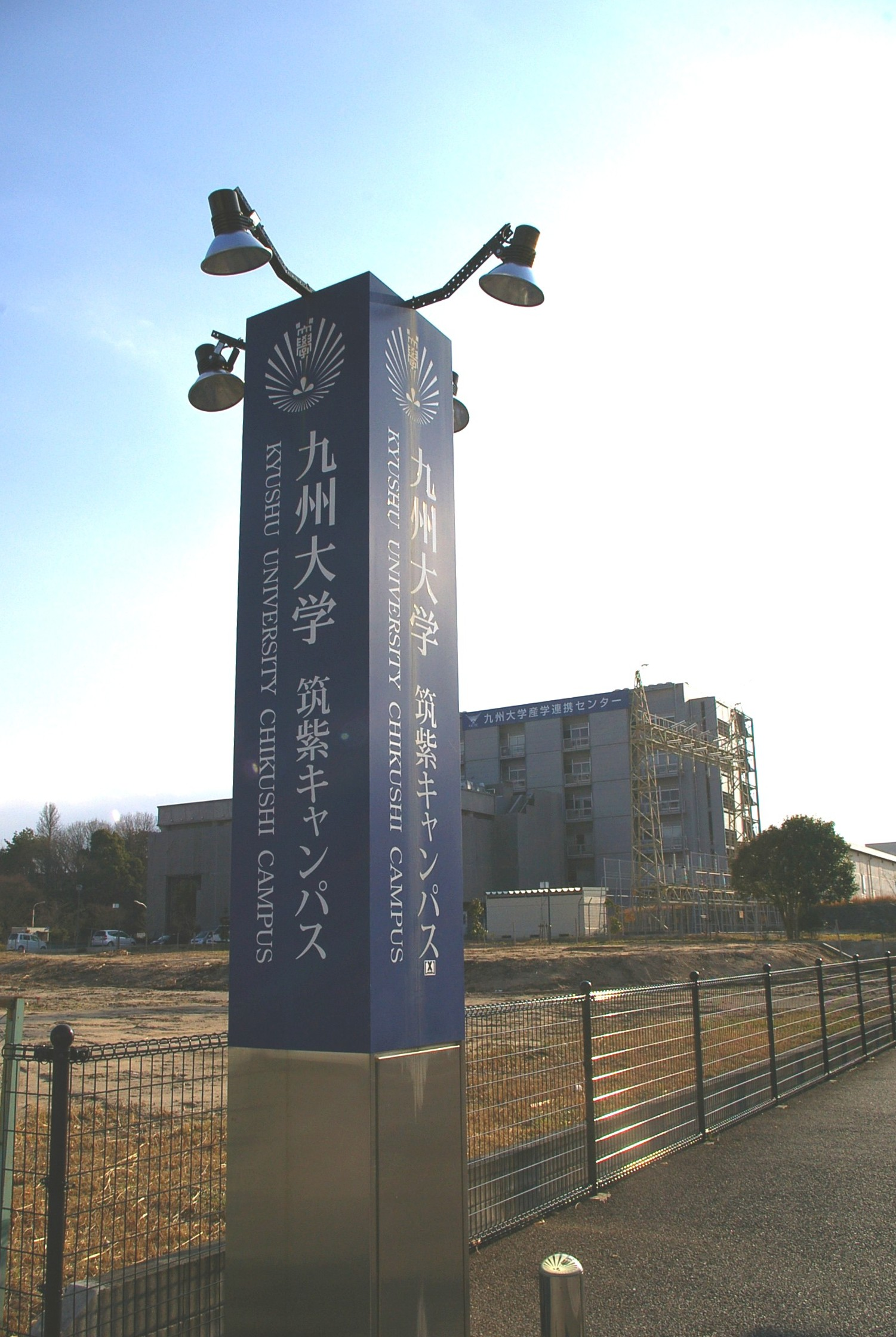
九州大学筑紫キャンパス

東口周辺は民家やマンションが多く閑散としている。一方、西口周辺は九州大学筑紫キャンパスや福岡県立春日高等学校など教育機関が多い。西鉄の天神大牟田線白木原駅とは東側に約450m離れており、大野城市コミュニティバスでも連絡している。
- 白木原駅 - 西鉄天神大牟田線
- 九州大学筑紫キャンパス[2]
- 橘学園大野南幼稚園
- 大野城市立大利小学校
- 大野城市立大利中学校
- 福岡県立春日高等学校
- 春日公園団地
- 国家公務員大野城宿舎
- 福岡県立筑紫中央高等学校
- サニー春日店（旧：西友春日店）

### 名所・旧跡
- 福岡県営春日公園
- 瓦田地禄神社
- 水城寺

## バス路線
東口
- 大野城市コミュニティバス「まどか号」
  - 大城ルート：西鉄白木原駅・釜蓋方面

西口
- 西鉄バス（西鉄バス二日市）
  - 20：南ヶ丘・月の浦営業所
- 春日市コミュニティバス「やよい」
  - (6) 春日公園線：春日神社・春日公園前・バスセンター方面

かつては、東口ロータリーから西鉄バス二日市白木原線があったが、2000年頃に廃止された。現在は、ほぼ同じルートを「まどか号」（大城ルート）が通る。

## かつて存在した米軍基地の残痕（痕跡）

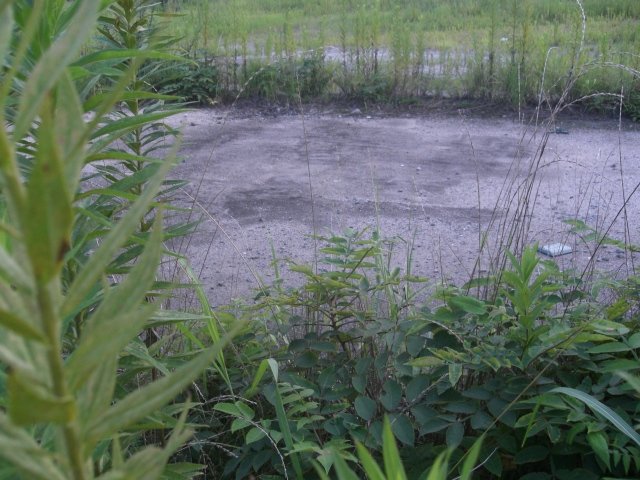
駅の隣にある米軍貨物ホーム跡。ホームだけ残っていて廃墟化している。近年、すぐ横に遊歩道が出来たためフェンス越しに間近で見ることが出来た。当地の米軍の施設の名残として大変貴重であったが、2012年9月現在では駐輪場となり撤去。

当駅の歴史は1946年（昭和21年）6月10日に設置された春日信号場にまで遡ることが出来る。当時は太平洋戦争終結直後であり、当信号場は近くに設置された米軍春日基地専用線を分岐させるためのものであった。専用線には貨物列車のホームが設置され主に貨物の積下ろし等に使用された。基地は当時の国鉄鹿児島線の本線の線路を境に西側の当時の春日市の前身である春日町と大野城市の前身である大野町の一部の広範囲にわたって広がり、日本人の立入は原則出来なかった。その後1961年（昭和36年）10月1日に駅に昇格し白木原駅となるも、当時の駅舎は前述した背景があることから、西口は設置されなかった。基地は1972年（昭和47年）6月に日本側に返還され、跡地には九州大学や福岡県立春日高校等が設置された。だが専用線にあった貨物用のホーム等の周囲は基地の返還後に国有地となり、ホームを残して更地化される。僅かな基地の名残を近年まで残すも、2010年（平成22年）までにホームの横には遊歩道が整備され2012年（平成24年）現在では、駅前駐輪場や国家公務員大野城宿舎が出来る等、当時の基地があった頃の名残は殆ど見られなくなっている。

## 隣の駅
九州旅客鉄道（JR九州）
 鹿児島本線
■快速・■区間快速
南福岡駅 (JB03) - 大野城駅 (JB05) - 二日市駅 (JB08)
■普通
春日駅 (JB04) - 大野城駅 (JB05) - 水城駅 (JB06)